# Lembeekbos
Het Lembeekbos is een bos en natuurgebied in Nationaal Park Brabantse Wouden in de Vlaams-Brabantse gemeente Halle.
Het bos is 120 ha groot. Vroeger vormde het één geheel met het Hallerbos en het Zoniënwoud. Naar het zuiden toe gaat het over in het Bois du Clabecq en het Bois du Bailly. Het bos behoorde toe aan de hertog d'Ursel en werd in 1853 aangekocht door Paul Claes die burgemeester van Lembeek was. Hij liet er een kasteel bouwen.
In 1936 kwam het bos aan Victor Brien en nadat deze overleed kwam het bos in 1962 aan de Université libre de Bruxelles. Deze richtte er een onderzoekscentrum in. Het bos is Europees beschermd als onderdeel van Natura 2000-gebied Hallerbos en nabije boscomplexen met brongebieden en heiden.